# Luke Sellars
Luke Sellars (født 21. maj 1981) er en ishockeyspiller fra Canada. Han spiller som back og spillede i sæson 2006/07 i danske Rødovre Mighty Bulls. Han fik en del udvisninger og kom i håndgemæng med spillere fra modstanderholdet. I 19 grundspilskampe fik han samlet 209 udvisningsminuter, bedre gik det i slutspillet hvor han han holdt sit udvisningsgennemsnit nede på 0,67 pr. kamp. Han scorede 8 mål og lavede 13 assists i de 25 kampe han spillede i Danmark. Han vil blandt Rødovre-fans huskes for sit debut-mål mod EfB Ishockey. Ved blå linje får han pucken, og lukker øjnene da han skyder hvorefter den sidder klokkerent i krydset. Han er dog allerede fortid i Rødovre Mighty Bulls